# Notomyrtea ada
Notomyrtea ada is een tweekleppigensoort uit de familie van de Lucinidae. De wetenschappelijke naam van de soort is voor het eerst geldig gepubliceerd in 1863 door Adams & Angas.